# Austin Stevens
Austin Stevens, južnoafriški herpetolog in fotograf, * 19. maj 1950, Pretoria.

## Življenjepis
Stevens je že zgodaj začel kazati zanimanje za naravo, predvsem za kače. Kasneje je postal motorist in je bil nekaj časa celo član kriminalne motoristične skupine. Leta 1974 je imel z motorjem hudo prometno nesrečo, po kateri se je z motorizmom prenehal ukvarjati. Med okrevanjem so mu ponudili službo v transvaalskem kačjem parku v bližini Johannesburga, ki jo je sprejel in postal kurator za plazilce. Po šestih letih šolanja je postal kvalificiran herpetolog.
Kasneje je odšel v Nemčijo, kjer je postal kurator oddelka za plazilce na Nordharzer Schlangenfarm, ki jo je tudi pomagal vzpostaviti. Nato se je vrnil v Afriko, kjer je prevzel mesto kuratorja oddelka za plazilce v Hartebeespoort Dam Snake in Animal Parku.
Kmalu se je preselil v Namibijo, kjer je začel snemati dokumentarce o kačah, ki jih je začel tudi fotografirati. Poleg tega je izdal tudi dve knjigi o kačah. Zadnjo, z naslovom The Snake Man je izdal v Združenem kraljestvu. Trenutno živi in dela v Avstraliji.